# L'Ardève
L'Ardève är en bergstopp i Schweiz.   Den ligger i distriktet Conthey och kantonen Valais, i den sydvästra delen av landet, 90 km söder om huvudstaden Bern. Toppen på L'Ardève är 1 501 meter över havet, eller 249 meter över den omgivande terrängen. Bredden vid basen är 1,2 km.
Terrängen runt L'Ardève är mycket bergig. Runt L'Ardève är det ganska tätbefolkat, med 60 invånare per kvadratkilometer.. Närmaste större samhälle är Sion, 12,8 km öster om L'Ardève. 
I omgivningarna runt L'Ardève växer i huvudsak blandskog.